# 2004年夏季残疾人奥林匹克运动会以色列代表团
2004年夏季残疾人奥林匹克运动会以色列代表团是以色列派出的2004年夏季残疾人奥林匹克运动会代表团。获得4枚金牌、4枚银牌和5枚铜牌。